# Йордан Цанев
Йордан Стоянов Цанев е български икономист и политик от БКП.

## Биография
Роден е на 11 януари 1933 г. в шуменското село Янково. Става член на РМС през 1946 г. и на БКП през 1957 г. Като младеж е секретар на ученическия комитет на ДСНМ. Завършва Висшия икономически институт „Карл Маркс“. През 1957 г. започва работа като завеждащ отдел в Градския комитет на Комсомола в Шумен. След това е секретар и първи секретар на комсомола. Между 1961 и 1965 г. е първи секретар на Окръжния комитет на ДКМС, както и кандидат-член на Бюрото на Окръжния комитет на БКП в Шумен. От 1965 до 1967 г. учи във Висшата партийна школа на ЦК на КПСС в Москва. През 1967 г. е избран за заместник-председател на Изпълнителния комитет на Окръжния народен съвет в Шумен. От 1971 до 1977 г. е секретар на Окръжния комитет на БКП по промишлено-стопанските въпроси. Бил е инспектор в отдел „Организационен“ на ЦК на БКП. От 1986 г. е първи секретар на Окръжния комитет на БКП в Кюстендил. От 1986 до 1990 г. е кандидат-член на ЦК на БКП.